# Totalka odštekan dan
Totalka odštekan dan je dramska igra in spada med prozo. Napisal jo je ljubljanski pisatelj, pesnik, novinar, urednik in esejist Milan Dekleva.
Izšla je leta 1992 v zbirki Zapik. 

## Uvod
Zgodba kolovi o najstnici Bučki in njenem totalno odštekanem dnevu. že zgodaj zjutraj ko se Bučka zbudi, se zbudi v sobi polni vode. nato gre v dnevno sobo, ki je kot močvirje, na sredini pa sedi indijanec Mokro Koleno. Bučka in Mokro Koleno se začneta pogovarjati in ta ji pove da je namestnik poglavarja Indijancev iz rodu Močvirniki. Bučka bi se zelo rada še pogovarjala z njim a se ji zelo mudi v šoli. Na poti v šolo se dogajajo čudne stvari. Sreča soseda in njegovega psa, čudno pa je to, da ima pes soseda Buldeža na vrvici. pes teče po dveh nogah, sosed pa po štirih. Nato nadaljuje pot proti šoli in zagleda trgovino Cvetličarna. Spomni se da bo kmalu konec šole in bi lahko učiteljici kupila šopek rož. Vendar pa to ni navadna cvetličarna, saj ne prodajajo rož, temveč uganke. Bučka se odpravi naprej proti šoli. Ko pride v razred v razredu zagleda same vole. Skuša se opravičiti učiteljici a ji ta reče naj gre kar domov, ker se danes ne bodo veliko naučili. Na poti domov sreča Nazadnjaka. Nazadnjak je hodil, govoril in imel vse oblečeno narobe. Bučka mu je pojasnila kako se pride na avtobus. Totalka odštekan dan. Ko je končno prišla domov, je pred hišo zagledala policijo, gasilce in polno radovednih sosedov. Želela je vedeti kaj se dogaja in izvedela, da zaradi poplave v njihovi hiši. Mokro Koleno je bil zmeden, zato je Bučka napodila gasilce in policijo, ter dejala, da je vse v redu. Kasneje je Mokro koleno v dnevni sobi pričaral metulje in travnik, skuhal Bučki kosilo na ognju, ki ga je pričaral sredi dnevne sobe in zaradi katerega ni nič smrdelo ter se tudi ni nič kadilo iz njega. Bučka je morala na balet, saj so danes imeli v Operi nastop. Ker jo je klicala mama, da ne bo mogla priti, oče pa je na službenem potovanju, je prosila Mokro Koleno, če bi šel z njo. Privolil je in tako sta se skupaj odpravila. Predstava je bila uspešna saj je sredi predstave na oder skočil Mokro Koleno in začel plesati. Najprej so vsi začudeno gledali potem pa so glasbeniki začeli igrati po njegovem ritmu, gledalci pa so vstali iz sedežev in začeli plesati z njim. vsi so se zelo zabavali. Ko je bilo nastopa konec, sta se Bučka in Mokro Koleno poslovila. Bučka je bila zelo žalostna, vendar je obljubila da ga bo obiskala v Ameriki. Ko je prišla domov je njami razlagala kaj vse se ji je zgodila a mama ji ni verjela in je trdila da si izmišljuje. Šele kasneje ko je videla dnevno sobo, ter ko je Bučkin brat Boško prišel domov in potrdil Bučkino zgodbo je verjela in ostala brez besed.k Reči je zmogla le, da je bil to Totalka odštekan dan. 

## Glavne osebe
Glavno osebo predstavlja Bučka. Že na začetku se ji pridruži Indijanec Mokro koleno. Vmes se pojavi tudi njen brat Boško, prodajalka v Cvetličarni, sosed Buldež in njegov pes, učiteljica v razredu, človek, ki je imel oblečeno vse narobe, ter je v obratni smeri tudi hodil in govoril, tu so še gasilci in policaji, ter pa Bučkina mama. 

## Književni prostor in čas
Književni prostor je zelo razgiban, saj se odvija na različnih mestih. Največ se dogaja po ulicah ter pa v Bučkini hiši.  Dogajalni čas pa je 20. stoletje. 

## Jezik
Milan Dekleva je z besedami določil karakter junakov. Tako dobimo predstavo o osebah, ki nastopajo. Ko nastopa glavna junakinja Bučka uporablja slengovske izraze. Ko nastopa Mokro Koleno je jezik zelo različen, ne uporablja pravilne slovenščine, pri Nazadnjaku pa je vrstni red zamešan in tako izvemo o njem da vse dela v obratni smeri. 

## Interpretacija
Bučka in njen prijatelj imata kot glavni osebi v realistično avanturistični zgodbi pozitivne lastnosti.  Indijanca Mokro Koleno pisatelj prikaže kot moškega, ki ima nadnaravne sposobnosti. S tem verjetno želi izpostaviti, da v resničnem svetu  nadnaravne stvari ne obstajajo. Dekleva prikaže tudi nekatere neverjetne pojave, npr. ko pes hodi po dveh nogah na vrvici pa ima svojega gospodarja, ki hodi po štirih, ter človeka, ki ima čevlje in telo v eno stran, glavo v drugo, hodi in govori pa v obratni smeri kot navadni ljudje. Vendar je zgodba zanimiva in se konča srečno, ko na koncu tudi mama začne verjeti, da Mokro Koleno res obstaja in, da ni to le še eden izmed izmišljenih likov v Bučkini glavi.

## Ostale proze iz zbirke Zapik
- Bučka na u, Ljubljana, državna založba Slovenije 1993

## Vir
- Milan Dekleva: Totalka odštekan dan , DZS, Ljubljana 1992